# Forbidden Fruit
Forbidden Fruit es un cortometraje alemán-zimbabuense de 2000 escrito y dirigido por Sue Maluwa-Bruce, Beate Kunath e Yvonne Zückmantel. Filmada en Zimbabue, describe la relación romántica entre dos mujeres y las secuelas del descubrimiento de su relación.

## Sinopsis
En una aldea rural de Zimbabue, una mujer soltera, Nongoma, y su vecina casada, Tsitsi, se enamoran. Cuando se descubre su relación lésbica, Nongoma huye a la ciudad. Cuando se reencuentran por casualidad dos años después, las mujeres deciden mudarse juntas a un pueblo donde nadie las conoce.

## Producción
Forbidden Fruit se filmó en locaciones de Mutare, Zimbabue. Cuando los miembros del elenco original renunciaron por temor a una reacción homofóbica, Maluwa-Bruce reclutó a amigos y familiares para que actuaran en la película.

## Recepción
Forbidden Fruit ganó el premio Teddy del jurado en el Festival Internacional de Cine de Berlín de 2001 y el Premio FEMMEDIA al Mejor Cortometraje en el Festival de Cine Queer de Identidades de Viena. Recibió una Mención Especial del Jurado en el Festival de Cine Lésbico y Gay de Milán. 
Nicole Blizzard de Technodyke calificó la película de maravillosa y Amy Villarejo de la Universidad de Cornell la calificó como "un llamado conmovedor a la solidaridad mundial queer". PlanetOut la consideró "la película más valiente que se proyectará en la Berlinale". Daniel Somerville dijo que "puede que no sea la mejor película que jamás se haya hecho, pero ciertamente abre nuevos caminos en el contexto de Zimbabue". 